# IES Jorge Juan
L'IES Jorge Juan és un institut d'educació secundària (ESO i batxillerat) de la ciutat d'Alacant que es localitza al Tossal de la ciutat. L'actual edifici construït el 1954 obra de Juan Vidal i Ramos i va ser, en la seua època una fita històrica per la societat alacantina. El centre compta amb uns 750 alumnes. Disposa en molt bon estat de conservació d'un antic laboratori de física i d'una valuosa biblioteca.

## Història
El Jorge Juan és la segona institució educativa més antiga de la província d'Alacant, darrere de la Universitat d'Oriola (precursora de la Universitat d'Alacant). Va ser creada el 25 d'octubre de 1845 quan es va celebrar el primer claustre de professors presidit pel primer director, el Sr. Francisco Lacueva, a la Casa de l'Assegurada (actual museu MACA) el primer edifici on es van instal·lar les instal·lacions del centre.
El 1893 la institució acadèmica es va traslladar al carrer Ramales (actual cèntric i comercial carrer Reis Catòlics), en aquest edifici s'educaren xiquets cèlebres com Francesc Figueras i Pacheco, Castelar, Òscar Esplà,  Giner de los Ríos o Gabriel Miró. El 1907 s'admeteren les primeres dones alumnes. El pas del temps i la deixadesa del govern d'Alfons XIII van fer que el 1922 s'hagués de suspendre el curs acadèmic, ja que el caseró de Reis Catòlics estava en ruïna. En un xicotet període es van impartir les classes en un edifici del barri de Benalua d'Alacant, fins que el 1954 després de les obres s'inaugura l'actual edifici. A proposta del catedràtic  Francisco Escolano, el centre passa a dur el nom de  Jorge Juan el 1960.